# Isabella Colbran

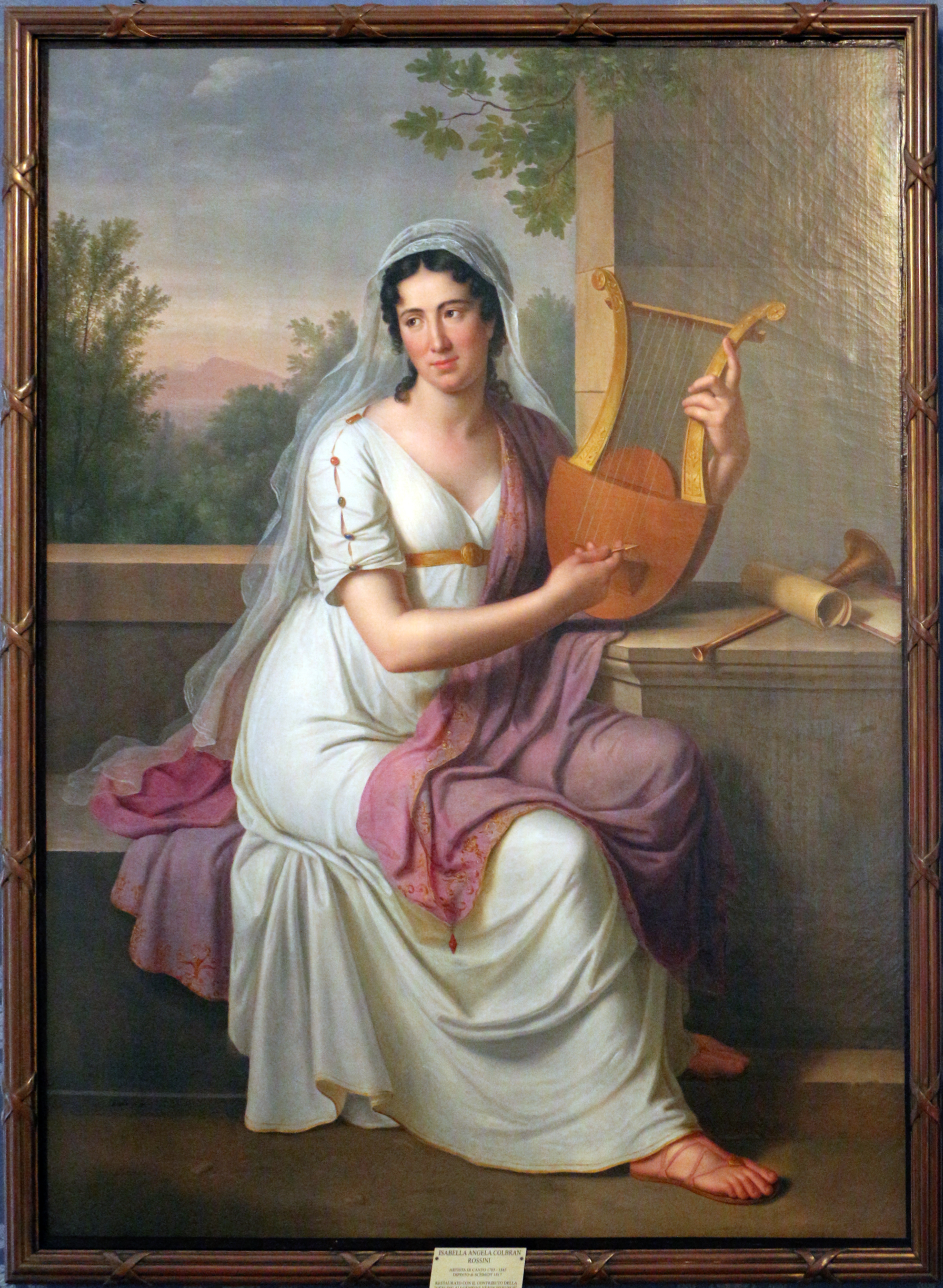
Isabella Colbran. Gemälde von Heinrich Schmidt, Museo del Teatro alla Scala, Mailand

Isabella (Angela) Colbran, auch Isabel oder Isabella Colbrand [Aussprache wahrscheinl. französisch: kɔlbʁɑ̃ː], verheiratete Isabella Rossini, (* 28. Februar 1784 in Madrid; † 7. Oktober 1845 in Bologna) war eine spanische Opernsängerin und Komponistin. Sie gehörte zu den berühmtesten Sängerinnen ihrer Zeit. Ihre Stimme hatte einen sehr großen Umfang, kann jedoch nur schwer in moderne Stimmkategorien gefasst werden. Sie wird manchmal als Mezzosopran bezeichnet, andere halten sie für einen soprano sfogato, d. h. eine Stimme, die sowohl Alt- als auch Sopranpartien singen kann, ähnlich wie Maria Malibran und Giuditta Pasta. Die Partien, die ihr Gatte Gioachino Rossini für sie schrieb, liegen im Bereich eines mittleren Soprans oder hohen Mezzosoprans mit exzeptioneller Koloraturfähigkeit und großer Ausdruckskraft, d. h. Merkmale des dramatischen Koloratursoprans (soprano drammatico d’agilità).

## Leben
Isabella Colbran war die Tochter von Teresa Ortola und Giovanni Colbran, einem Musiker am Hof des Königs von Spanien (laut Fétis). Ihre erste Ausbildung erhielt sie von F. Pareja und G. Marinelli. Ein Stipendium der Königin Maria Luisa von Spanien erlaubte ihr, nach Frankreich zu gehen, um dort ihre Ausbildung bei dem berühmten Sopran-Kastraten Girolamo Crescentini zu vervollkommnen. 1801 sang die 16-Jährige in Paris in einem Konzert zusammen mit dem berühmten Geiger Pierre Rode. Später ging sie nach Sizilien, wo ihr Vater einige Ländereien besaß.
1807 war Colbran in Bologna, wo man sie wegen ihrer sängerischen Talente in die Accademia Filarmonica aufnahm; zum Dank gab sie drei öffentliche Konzerte. Ihre Stimme wurde zu diesem Zeitpunkt als „ein wahres Wunder an Süße und Stärke“ beschrieben, „ihre Technik und ihr Stil einfach vollkommen“ (perfetto), sie besaß einen Umfang von beinahe drei Oktaven vom tiefen g bis zum dreigestrichenen e, die Stimme war in allen Registern vollkommen ausgeglichen und sie konnte sie „…mit immer gleicher Weichheit und Energie“ erklingen lassen.
Ihren eigentlichen und endgültigen Durchbruch erlebte Isabella Colbran an der Mailänder Scala in der Partie der Volunnia in Nicolinis Coriolano (UA am 26. Dezember 1808). Es folgten zahlreiche Auftritte an den bedeutendsten Opernhäusern Italiens: 1809 am Teatro Comunale von Bologna (Traiano in Dacia von Nicolini am 15. Juli, und Artemisia von Domenico Cimarosa im August), am La Fenice in Venedig und wieder an der Scala (Ifigenia in Aulide von Federici, und Orcamo von Lavigna).  In der Saison 1810/11 sang sie in Rom am Teatro Valle und am Teatro Argentina.
1811 begann ihre Karriere in Neapel, wo sie vermutlich im Mai als Nina in Paisiellos gleichnamiger Oper am Teatro del Fondo debütierte. Im Teatro San Carlo trat sie zum ersten Mal am 8. September als Giulia in der italienischen Premiere von Spontinis La vestale auf. Es folgten am Teatro del Fondo Mozarts Don Giovanni (Herbst 1812) und Le nozze di Figaro (März 1814). Ihre eigentliche Bühne wurde das Teatro San Carlo, wo sie unter anderem 1813 für Manuel García die erste Zetulbé in Il califfo di Bagdad sang  (8. November), und die Titelrolle von Johann Simon Mayrs Medea in Corinto (28. November).

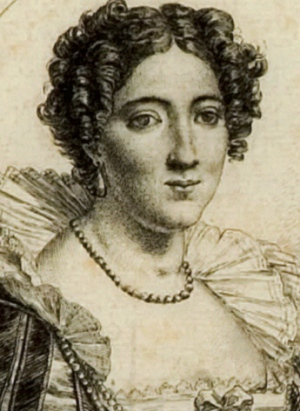
Isabella Colbran

In Neapel stieg Colbran innerhalb kürzester Zeit zur primadonna assoluta auf, in einem Ensemble aus Virtuosen wie den Tenören Manuel García und Andrea Nozzari, dem Bass Michele Benedetti, und später auch Giovanni David und der Altistin Rosmunda Pisaroni. Colbran wurde nicht nur vom Publikum, sondern auch vom König von Neapel bewundert. Mit dem Impresario der königlichen Theater, Domenico Barbaja, hatte sie eine Affäre. Barbaja engagierte 1815 den neuen Starkomponisten der italienischen Oper Gioachino Rossini, der für sie zunächst die virtuose Titelrolle in Elisabetta regina d’Inghilterra schrieb, und im Jahr darauf die romantische Desdemona in Otello. Es folgten in den kommenden Jahren bis 1822 die weiblichen Hauptrollen in sechs weiteren Rossini-Opern, in denen die virtuosen und schauspielerischen Fähigkeiten und die überragende Bühnenpräsenz der Colbran besonders herausgestellt wurden: Die Titelpartie in Armida (1817), Elcía in Mosè in Egitto (1818), Zoraide in Ricciardo e Zoraide (1818), die Titelrolle in Ermione (1819), Elena in La donna del lago (1819) und Anna in Maometto II (1820).
Rossini und die Colbran begannen neben der künstlerischen auch eine Liebesbeziehung; sie heirateten 1822 in kleinstem Kreise in dem kleinen Heiligtum Vergine del Pilar in Castenaso bei Bologna, wo die Colbran eine Villa besaß, die sie von ihrem 1820 verstorbenen Vater geerbt hatte. Von hier aus begaben sie sich nach Wien, wo Barbaja eine Rossini-Saison am Kärntnertortheater organisiert hatte. Dort sang Colbran als Star, neben Nozzari und David, die Titelpartie in der eigens für diese Tournee von Rossini komponierten Zelmira (die zuvor in Neapel am 16. Februar 1822 eine öffentliche Generalprobe erlebt hatte), und in mehreren anderen Opern ihres Mannes, u. a. in Elisabetta und Ricciardo e Zoraide. Nach der letzteren erhielten Rossini, Colbran und die anderen Sänger „ununterbrochene Ovationen“. Obwohl Stendhal behauptete, die Stimme der Colbran hätte schon um 1815 erste Anzeichen von Ermüdung gezeigt, schrieb der Librettist Giuseppe Carpani noch 1822, nachdem er sie in Wien in Zelmira gehört hatte:

“La signora Colbrand-Rossini ha un dolcissimo metallo di voce tonda e sonora, massimamente nei tuoni di mezzo e ne’ bassi. Un cantare infinito, puro, insinuante. Non ha slanci di forza, ma bel portamento di voce, intonazione perfetta, e scuola forbitissima. Le Grazie poi vanno spruzzando di nettare ogni sua sillaba, ogni suo fiore, ogni gruppetto, ogni trillo. Cantante di primo rango la mostrano le volate di quasi due ottave per semituoni nette e perlate, e gli altri eletti artifizj del suo canto…”

„Die Signora Colbrand-Rossini hat eine runde und sonore Stimme von süßestem Metall, ganz besonders in den Tönen der Mittellage und in den Tiefen. Ein unendlicher, reiner, eindringlicher Gesang. Sie hat keine Kraftausbrüche, aber ein schönes Portamento der Stimme, perfekte Intonation, und eine glänzende Schulung. Die Grazien versprühen Nektar über jede ihrer Silben, jede ihrer Verzierungen, jeden gruppetto, jeden Triller. Als Sängerin ersten Ranges erweisen sie ihre klaren und perlenden Volaten von beinahe zwei Oktaven durch alle Halbtöne, und die anderen Künste ihres Gesangs…“

Nach Wien begaben sich die Eheleute Rossini wieder nach Castenaso und später nach Venedig, wo Colbran in Rossinis Maometto II wegen ständiger Indisposition einen Misserfolg einstecken musste. Am 3. Februar 1823 folgte die Uraufführung von Semiramide, deren Titelrolle die letzte Partie war, die Rossini für seine Frau komponierte; die Oper war ein so großer Erfolg, dass sie bis zum 17. März 28 Wiederholungen erlebte.
Nach Zwischenaufenthalten in Castenaso und Paris reisten Rossini und Colbran im Dezember 1823 nach London, wo sie zusammen zu „etwa 60“ Soireen der höheren Gesellschaft geladen wurden und Rossini (laut eigener Aussage) den Gesang seiner Frau am Klavier begleitete. Am 24. Januar 1824 folgte am King’s Theatre eine Aufführung von Zelmira, die ein völliger Misserfolg war. Dies war der letzte öffentliche Auftritt Colbrans, die sich daraufhin zurückzog und von August 1824 bis Sommer 1829 zusammen mit Rossini in Paris lebte. Sie führte dort ein verschwenderisches Leben, gab sich dem Glücksspiel hin und unterzeichnete Schuldscheine. Um diese begleichen zu können, gab sie Gesangsunterricht in der feinen Gesellschaft zu sehr hohen Preisen – all dies heimlich und hinter Rossinis Rücken, den sie glauben ließ, dass sie nur „aus Freundschaft an ein paar Übungen“ teilnahm.

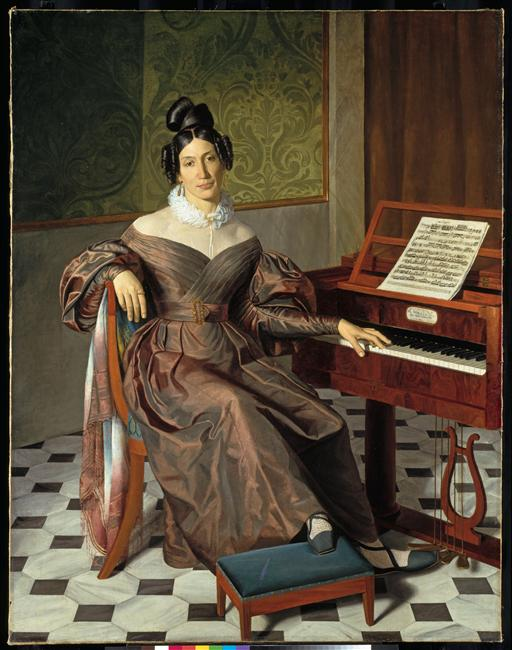
Isabella Colbran, um 1835.Gemälde von Johann Baptist Reiter, Bayerische Staatsgemäldesammlungen, Neue Pinakothek München

1829 reisten beide gemeinsam zurück nach Bologna und Castenaso, wo Isabella Colbran zusammen mit Rossinis Eltern zurückblieb, als dieser 1830 nach Paris zurückkehrte. Das Zusammenleben mit ihren Schwiegereltern gestaltete sich schwierig, und Rossinis Vater bombardierte seinen Sohn mit Briefen, in denen er sich über seine Schwiegertochter, ihre „Primadonnen-Allüren“ und Verschwendungssucht beklagte. Rossini kehrte im November 1836 zurück, als Colbran in eine offizielle Trennung einwilligte, die im November 1837 erfolgte. Rossini hatte seit 1832 bereits eine neue Lebensgefährtin: die ehemalige Kurtisane Olympe Pélissier. Die beiden Frauen lernten sich zu dieser Zeit auch kennen, sollen sich ganz gut verstanden haben, hatten aber später keinen Kontakt mehr.
Auch Isabella Colbran und Rossini sahen sich von nun an nur noch selten, und nur in der Öffentlichkeit. Erst als sie im Herbst 1845 schwer erkrankte, besuchte er sie am 7. September. Sie starb am 7. Oktober 1845. Ihr Grab befindet sich auf dem Cimitero Monumentale della Certosa di Bologna, neben ihrem Vater Giovanni und den Eltern Rossinis.
Isabella Colbran komponierte vier Liedersammlungen, die sie der russischen Zarin, ihrem Lehrer Girolamo Crescentini, der spanischen Königin sowie der Prinzessin Eugénie de Beauharnais widmete.

## Rollen
Es folgen Rollen, die für Isabella Colbran komponiert wurden:
- Volunnia in Coriolano von Nicolini (26. Dezember 1808, Mailand, Scala)
- Ifigenia in Ifigenia in Aulide von Federici (28. Januar 1809, Mailand, Scala)
- Palmide in I Gauri von Mellara (22. Februar 1810, Venedig, La Fenice)
- Pietà celeste in Il pegno di pace von Caffi (11. März 1810, Venedig, La Fenice)
- Sopran in L’oracolo di Delfo von Raimondi (15. August 1811, Neapel, San Carlo)
- Beroe in Nitteti von Pavesi (26. Dezember 1811, Turin, Teatro Regio)
- Lidia in Lauso e Lidia von Farinelli (31. Januar 1813, Turin, Teatro Regio)
- Titelrolle in Nefte von Fioravanti (18. April 1813, Neapel, San Carlo)
- Zetulbè in Il califfo di Bagdad von García (30. September 1813, Neapel, Teatro del Fondo)
- Titelrolle in Medea in Corinto von Mayr (28. November 1813, Neapel, San Carlo)
- Diana in Diana ed Endimione von García (9. Februar 1814, Neapel, San Carlo)
- Titelrolle in Partenope von Farinelli (15. August 1814, Neapel, San Carlo)
- Caritea in Donna Caritea, regina di Spagna von Farinelli (16. September 1814, Neapel, San Carlo)
- Titelrolle in La donzella di Raab von García (4. November 1814, Neapel, San Carlo)
- Sopran in Arianna in Nasso von Mayr (19. Februar 1815, Neapel, San Carlo)
- Titelpartie in Elisabetta regina d’Inghilterra von Rossini (4. Oktober 1815, Neapel, San Carlo)
- Sopran in Le nozze di Teti e di Peleo von Rossini (24. April 1816, Neapel, Teatro del Fondo)
- Titelrolle in Gabriella di Vergy von Carafa (3. Juli 1816, Neapel, Teatro del Fondo)
- Desdemona in Otello von Rossini (4. Dezember 1816, Neapel, Teatro del Fondo)
- Virginia in Paolo e Virginia von Guglielmo (2. Januar 1817, Neapel, Teatro dei Fiorentini)
- Partenope in Il sogno di Partenope von Mayr (12. Januar 1817, Neapel, San Carlo)
- Zemira in Mennone e Zemira von Mayr (22. März 1817, Neapel, San Carlo)
- Titelrolle in Ifigenia in Tauride von Carafa (19. Juni 1817, Neapel, San Carlo)
- Titelrolle in Armida von Rossini (11. November 1817, Neapel, San Carlo)
- Titelrolle in Boadicea von Morlacchi (13. Januar 1818, Neapel, San Carlo)
- Elcía in Mosè in Egitto von Rossini (5. März 1818, Neapel, San Carlo)
- Fecenia in Ebuzio von Generali (9. September 1818, Neapel, San Carlo)
- Zoraide in Ricciardo e Zoraide von Rossini (3. Dezember 1818, Neapel, San Carlo)
- Titelrolle in Ermione von Rossini (27. März 1819, Neapel, San Carlo)
- Circe in Ulisse nell’isola di Circe von Perrino (23. Juni 1819, Neapel, San Carlo)
- Jole in L’apoteosi d’Ercole von Mercadante (19. August 1819, Neapel, San Carlo)
- Elena in La donna del lago von Rossini (24. Oktober 1819, Neapel, San Carlo)
- Anna Erisso in Maometto II von Rossini (3. Dezember 1820, Neapel, San Carlo)
- Titelrolle in Zelmira von Rossini (16. Februar 1822, Neapel, San Carlo)
- Titelrolle in Semiramide von Rossini (3. Februar 1823, Venedig, La Fenice)